# Delusions
Delusions è il secondo album in studio del gruppo musicale britannico To-Mera, pubblicato nel 2008.

## Tracce
1. The Lie - 7:29
2. Mirage - 7:11
3. The Glory of a New Day - 8:24
4. Inside the Hourglass - 8:19
5. A Sorrow to Kill - 8:03
6. Asylum - 5:40
7. Fallen From Grace - 8:18
8. Temptation - 8:40

## Formazione
- Julie Kiss - voce
- Thomas MacLean - chitarra
- Lee Barrett - basso
- Hugo Sheppard - tastiera
- Paul Westwood - batteria
- Laurence Hill - percussioni
- Hugh Greenish - sassofono, clarinetto